# 高舉 (永樂戊戌進士)
高舉，字雲翰，河南祥符县人，明朝政治人物。
永樂十六年（1418年）戊戌科進士，擔任兵科给事中，因與官吏不合而辭職歸鄉。虛歲九十歲時去世。